# Jörn Wunderlich
Jörn Heinz Adolf Wunderlich (* 1960. január 16. Nyugat-Németország Gladbeck –) a német Baloldali Párt egyik politikusa.

## Életrajza

### Tanulmányai és munkája
Miután 1978-ban Aurichben letette az érettségi vizsgát, majd Berlinben és Göttinbógenben jogot tanult. Az első ogi államvizsgáját 1987-ben fejezte be, ezután jogi gyakornok lett, ami utn a záróvizsgát 1991-ben tette le. Wunderlich az AEV Wartburg-Coburgia Göttingen egyesület tagja. Kezdetben a chemitzi törvényszéken volt ügyész, majd ezután 1993-tól a chemitzi Városi Bíróságon dolgozott bíróként.

### Pártpolitikusként
1999-ben Wunderlich a PDS tagja lett, és így 2002. és 2005. között ő volt a PDS-többségű Chemnitzer Land elnökhelyettese. Többek között a Chemmitzeri helyi szervezetből be tudott jutni a Baloldali Párt zwickaui szervezetébe, de itt nem töltött be vezető tisztséget. 2014. Óta ő a helyi vezetője a Limbach-Oberfrohna szervezetnek.

### Helyettesként
Wunderlich 2004. óta a Chemmitzer terület területi tanácsának a tagja. Saját választókerülete a Chemnitzer terület - Stollberg. 2005. és 2017. között a Bundestag tagja volt. Itt ő volt a baloldal család- és idősügyi szóvivője, a Család- Idős- Nő- és Gyermekügyi Bizottságának az elnöke, valamint a hét parlamenti frakcióvezető egyike. Wunderlich a szászországi választólistáról került be a Bundestagba. 2014. óta a Limbach-Oberfrohna baloldali képviselője.

### Magánélete
Jörn Wunderlich evangélikus, kétszer házasodott, mind az első, mind a második házasságából egy-egy gyermeke született.